# Johnny Bianco
John Joseph Bianco, detto Johnny (New York, 20 febbraio 1920 – Caldwell, 14 gennaio 1977), è stato un cestista, giocatore di baseball e allenatore di pallacanestro statunitense, professionista nella NBL.

## Carriera
Giocò una stagione nella NBL, disputando 10 partite con 1,0 punti di media.